# Agrochola bicolorago
Agrochola bicolorago är en fjärilsart som beskrevs av Achille Guenée 1852. Agrochola bicolorago ingår i släktet Agrochola och familjen nattflyn. Inga underarter finns listade i Catalogue of Life.